# Carolin Daniel
Carolin Daniel (* 1977 in Hardheim) ist eine deutsche Immunologin und Professorin an der Ludwig-Maximilians-Universität München. Seit Oktober 2022 leitet sie das Institut Typ 1 Diabetes Immunology (TDI) am Helmholtz Zentrum München.

## Leben
Carolin Daniel studierte von 1997 bis 2002 Ernährungswissenschaft an der Justus-Liebig-Universität Gießen und fokussierte sich auf die Fächer Biochemie, Pathophysiologie und Zellbiologie. Sie schloss ihr Studium 2002 mit der Diplomarbeit am Max-Planck-Institut für Herz- und Lungenforschung in Bad Nauheim ab. Von 2003 bis 2007 promovierte sie an der Goethe-Universität Frankfurt am Main und arbeitete mit dem Karolinska-Institut in Stockholm zusammen. 2007 wurde sie im Bereich Immunopharmakologie mit der Arbeit New immunopharmacologic strategies for the treatment of inflammatory bowel disease: in vivo investigations with the TNBS- and Oxazolone-model in mice zum Dr. phil. nat. promoviert.
Nach einem Jahr als Postdoktorandin an der Goethe-Universität Frankfurt war sie mit Unterstützung des Leopoldina-Postdoc-Stipendiums von 2008 bis 2012 Postdoktorandin am Dana-Farber Cancer Institute / Harvard Medical School. Anschließend wechselte sie als „Helmholtz Young Investigator“ an das Helmholtz Zentrum München und leitete die Forschungsgruppe Immuntoleranz bei Diabetes am Institut für Diabetesforschung (IDF). 2016 erhielt sie ein W2-Professur-Stipendium aus dem Exzellenzprogramm der Helmholtz-Gemeinschaft und übernahm die Leitung der Forschungsgruppe dauerhaft. Im Oktober 2022 übernahm sie die Leitung der neu gegründeten und unabhängigen Forschungsgruppe Typ-1-Diabetes-Immunologie (TDI) am Helmholtz Zentrum. Seit 2021 ist sie außerdem Sprecherin der International Helmholtz Research School for Diabetes, die zusammen mit dem Diabetes Institute der University of Alberta in Kanada ins Leben gerufen wurde.
Daniel hat seit 2019 eine W2-Professur im Bereich Immunmodulation an der Universität München inne  und ist seit 2023 Sprecherin der Universität beim neu gegründeten Transregional Collaborative Research Centre (TRR) und dessen Trainingsprogramm Treg cells and beyond (TRR 355), das von der Uni Mainz koordiniert wird.

## Forschung
Daniels Hauptforschungsinteresse konzentriert sich auf das Verständnis der Rolle regulatorischer T-Zellen bei der Entstehung und dem Fortschreiten von Autoimmunkrankheiten wie Typ-1-Diabetes, wobei ihr Forschungsteam die Analyse von menschlichen Immunzellen aus verschiedenen Krankheitsstadien mit mechanistischen Studien in unterschiedlichen Mausmodellen, einschließlich humanisierten Modellen kombiniert. Diese Studien haben das übergreifende Ziel die zukünftige kontextspezifische Manipulation regulatorischer T-Zellen bei (Autoimmun-)Diabetes zu ermöglichen.
Im Fokus stehen bei Daniels Arbeit insbesondere die folgenden Forschungsthemen:
- Autoantigen-spezifische Antworten der T-Zellen und regulatorischen T-Zellen (Treg)
- Personalisierte immunologische Modelle menschlicher Erkrankungen
- Treg-Beeinträchtigungen während der Autoimmunität der Inselzellen
- miRNA-Targeting-Strategien der nächsten Generation
- Neuartige Wirkstoffkandidaten zur Kontrolle der Autoimmunität bei Typ-1-Diabetes
- Immun-metabolischer Crosstalk in Zielgeweben des Diabetes

## Preise (Auswahl)
- 2008: Fritz-Külz-Preis der Deutschen Gesellschaft für Experimentelle und Klinische Pharmakologie und Toxikologie
- 2017: Ernst-Friedrich-Pfeiffer-Preis der Deutschen Diabetes Gesellschaft
- 2018: Georges-Köhler-Preis der Deutschen Gesellschaft für Immunologie
- 2019: Nils-Ilja-Richter-Preis der Deutschen Gesellschaft für Autoimmun-Erkrankungen e.V. (DGfAE)
- 2020: Early Career Research Price in Vaccinology R&D der Internationalen Vereinigung der Immonologie Gesellschaften
- 2021: Ferdinand-Bertram-Preis der Deutschen Diabetes Gesellschaft
- 2021: Forschungspreis der Heinz Bürger-Büsing-Stiftung
- 2025: Werner-Creutzfeldt-Preis der Deutschen Diabetes-Gesellschaft[8]

Quelle

## Publikationen (Auswahl)
- mit Jens Nolting, Sabine Reuter, Christina Stuelten, Peng Li, Henry Sucov, Byung-Gyu Kim et al.: Retinoic acid can enhance conversion of naive into regulatory T cells independently of secreted cytokines. In: J Exp Med, Volume 206, Issue 10, 2009, doi:10.1084/jem.20090639
- mit Kerstin Wennhold: Hye-Jung Kim, and Harald von Boehmer, Enhancement of antigen-specific Treg vaccination in vivo. In: PNAS, Volume 107, Issue 37, 2010, doi:10.1073/pnas.1007422107
- mit Benno Weigmann, Roderick Bronson, Harald von Boehmer: Prevention of type 1 diabetes in mice by tolerogenic vaccination with a strong agonist insulin mimetope. In: J Exp Med, Volume 208, Issue 7, 2011, doi:10.1084/jem.20110574
- mit H. von Boehmer: Therapeutic opportunities for manipulating TReg cells in autoimmunity and cancer. In: Nat Rev Drug Discov 12, 2013, S. 51–63, doi:10.1038/nrd3683
- mit Isabelle Serr et al.: miRNA92a targets KLF2 and the phosphatase PTEN signaling to promote human T follicular helper precursors in T1D islet autoimmunity. In: PNAS, Volume 113, Issue 43, 2016, doi:10.1073/pnas.1606646113
- mit I. Serr, R. Fürst, P. Achenbach et al. Type 1 diabetes vaccine candidates promote human Foxp3+Treg induction in humanized mice. Nature Communications 7, 10991, 2016, doi:10.1038/ncomms10991
- mit Stefanie Kälin, Maike Becker, Verena B. Ott, Isabelle Serr, Fabian Hosp, Mohammad M.H. Mollah, Susanne Keipert et al.:  A Stat6/Pten Axis Links Regulatory T Cells with Adipose Tissue Function. In: Cell Metabolism, Volume 26, Issue 3, 2017, doi:10.1016/j.cmet.2017.08.008
- mit Isabelle Serr et al.: A miRNA181a/NFAT5 axis links impaired T cell tolerance induction with autoimmune type 1 diabetes. In: Science Translational Medicine 10, 2018,   doi:10.1126/scitranslmed.aag1782
- mit Maike Becker, Isabelle Serr, Victoria K. Salb, Verena B. Ott, Laura Mengel, Matthias Blüher et al: Short-term cold exposure supports human Treg induction in vivo. In: Molecular Metabolism, Volume 28, 2019, doi:10.1016/j.molmet.2019.08.002
- mit M. G. Scherm, I. Serr, A. M. Zahm et al.: miRNA142-3p targets Tet2 and impairs Treg differentiation and stability in models of type 1 diabetes. In: Nature Communications 10, 5697, 2019, doi:10.1038/s41467-019-13587-3
- mit Maike Becker, Sini S. Joseph, Francisco Garcia-Carrizo, Robby Z. Tom et al.: Regulatory T cells require IL6 receptor alpha signaling to control skeletal muscle function and regeneration. In: Cell Metabolism, 2023, doi:10.1016/j.cmet.2023.08.010